# Aloe inamara
Aloe inamara ist eine Pflanzenart der Gattung der Aloen in der Unterfamilie der Affodillgewächse (Asphodeloideae). Das Artepitheton inamara leitet sich von den lateinischen Worten in für ‚nicht‘ sowie amarus für ‚bitter‘ ab und verweist auf die nicht bitter schmeckenden Laubblätter der Art.

## Beschreibung

### Vegetative Merkmale
Aloe inamara wächst stammbildend, ist von der Basis aus verzweigt, darüber nur spärlich, und bildet gelegentlich Matten mit einem Durchmesser von bis zu 3 Meter. Die hängenden Stämme sind bis zu 2 Meter lang und 2 Zentimeter dick. Sie sind mit den Resten toter Blattbasen besetzt. Die etwa neun abwärts zeigenden, sichelförmigen Laubblätter bilden Rosetten. Die hell gelblichgrüne, bei Sonnenexposition braune Blattspreite ist 45 bis 60 Zentimeter (selten bis zu 90 Zentimeter) lang und 4 bis 5 Zentimeter breit. Auf ihr befinden sich wenige bis viele kleine, etwas H-förmige, undeutliche weiße Flecken. Auf der Unterseite sind mehr Flecken vorhanden, die mehr oder weniger in Querbändern angeordnet sind. Die weißlichen, häufig braun gespitzten Zähne am weißlichen oder sehr hell rosafarbenen Blattrand sind 0,3 bis 1 Millimeter lang und stehen 4 bis 20 Millimeter voneinander entfernt. Der nicht bittere Blattsaft ist gelb.

### Blütenstände und Blüten
Der absteigende Blütenstand ist zur Spitze hin aufwärts gerichtet, Er besteht aus vier bis sechs Zweigen und erreicht eine Länge von 40 bis 55 Zentimeter. Die ziemlich lockeren, zylindrisch-konischen Trauben sind bis zu 7,5 Zentimeter lang und 7,5 Zentimeter breit. Die dreieckig verschmälerten Brakteen weisen eine Länge von 7,5 bis 9 Millimeter auf und sind etwa 3 Millimeter breit. Die trüb roten, grün gespitzten Blüte stehen an 22 bis 27 Millimeter langen Blütenstielen. Die Blüten sind 26 bis 29 Millimeter lang und an ihrer Basis gestutzt. Auf Höhe des Fruchtknotens weisen die Blüten einen Durchmesser von 8 Millimeter auf. Darüber sind sie abrupt auf etwa 7 Millimeter verengt und schließlich zur Mündung auf etwa 6 Millimeter erweitert. Ihre äußeren Perigonblätter sind auf einer Länge von 6,5 bis 8 Millimetern nicht miteinander verwachsen. Die Staubblätter und der Griffel ragen bis zu 1 Millimeter aus der Blüte heraus.

## Systematik und Verbreitung
Aloe inamara ist in Angola auf fast senkrechten Klippenflächen verbreitet. Die Art ist nur vom Typusfundort bekannt.
Die Erstbeschreibung durch Leslie Charles Leach wurde 1971 veröffentlicht.

## Nachweise